# Subarachnoidální krvácení
Subarachnoidální krvácení (SAK) je krvácení mezi arachnoideou a pia mater, při kterém krev uniká do likvorových cest. Nejčastější příčinou je ruptura aneurysmatu (60 %), která probíhá ve Willisově okruhu. K ruptuře dochází při akutní hypertenzi. Pokud krvácení nepředcházel úraz, jde o hemoragickou netraumatickou cévní mozkovou příhodu.

## Příčiny
V 60 % případů je příčinou ruptura aneurysmatu, tedy mozkové výdutě. K ruptuře dochází při akutním zvýšení tlaku (hypertenze, hypertonus - způsobuje defekace, rozčílení, koitus). Další příčinou může být krom aneurysmatu arteriovenózní malformace. V některých, ojedinělých, případech může dojít k traumatickému SAK, které vzniká při kontuzi mozku. Během SAK je často oslabené aferentní (senzorické) centrum a motorické centrum mozku.

### Rizikové faktory
- Hypertenze - vysoký krevní tlak
- Stres či distres
- Hemofilie a další poruchy srážlivosti krve
- Diabetes mellitus či diabetes mellitus 2. typu
- Kardiovaskulární onemocnění
- Nadměrná fyzická zátěž způsobující zvýšení krevního tlaku
- Metabolický syndrom

## Klinický průběh
Už při počátku krvácení se objeví silná bolest hlavy, oboustranná, často v zátylku (okcipitální kost), Bolest doprovází nausea, zvracení a občas i krátká porucha vědomí. Rozvíjí se meningeální příznaky, tedy citlivost na světlo a (hlasité) zvuky.

## Diagnostika
Diagnostika probíhá výpočetní tomografií a lumbální punkcí. K diagnostice se dále využívá stupnice podle Hunta a Hesse:
- stupeň 0 – nekrvácející aneurysma, bez příznaků,
- stupeň I – bolest hlavy, ztuhnutí šíje, lehký meningeální syndrom,
- stupeň II – bolest hlavy, ztuhnutí šíje, léze hlavových nervů, výraznější meningeální syndrom
- stupeň III – zmatenost, neobvyklé chování, lehký ložiskový nález,
- stupeň IV – decerebrační rigidita, apalický syndrom
- stupeň V – hluboké kóma, decerebrační rigidita.

## Léčba
Základní léčba spočívá v zastavení krvácení a neurochirurgickém odstranění aneurysmatu nebo arteriovenózní malformace. Důležitý je klid na lůžku a léčba symptomů (analgetika…)